# Groupe mouvant de Beta Pictoris
Le groupe mouvant de β Pictoris (ou BPMG pour Beta Pictoris moving group) est une association stellaire d'étoiles très jeunes, située à proximité du Système solaire. L'âge du groupe est d'environ 11,2 ± 0,3 millions d'années et est situé à une vingtaine de parsecs de la Terre. Cette association stellaire est nommée d'après l'étoile Beta Pictoris.
La jeunesse du groupe a permis l'utilisation du retraçage cinématique (ou retraçage orbital) pour déterminer son âge, et c'est un des groupes dont l'âge est le mieux estimé, une corrélation correcte existant entre les calculs effectués par différents scientifiques. Cette méthode consiste à comparer les trajectoires et vitesses des étoiles d'un groupe et de remonter à l'époque où elles étaient les plus proches, donnant ainsi l'âge à partir duquel les étoiles se seraient formées dans l'amas de gaz d'origine,.

## Formation
Le groupe mouvant bêta Pictoris est souvent étudié en parallèle avec d'autres groupes d'âge similaire : l'association TW Hydrae et l'association Toucan-Horloge. Les études cinématiques ont montré qu'il est possible qu'il y a 10 à 40 millions d'années, les étoiles des groupes TW Hydrae et Tucanae-Horologium, ainsi que d'autres courants stellaires et sans doute l'association Beta Pictoris, se sont formées dans un nuage moléculaire situé à l'époque dans la région actuelle du Soleil. La formation des étoiles se serait faite à un rythme moyen, allant du type spectral A à M, ainsi que quelques étoiles B, dont une en particulier qui aurait explosé en supernova il y a de ça environ 10 millions d'années.
Cette explosion expliquerait d'une part la région pauvre en étoiles que traverse le Soleil, d'environ 70 pc de rayon, et l'éloignement des autres nuages moléculaires, à environ 150 pc, mais aussi la proximité du groupe Beta Pictoris et son éloignement de sites générateurs d'étoiles.

## Étoiles
L'association contient 18 systèmes stellaires identifiés, Beta Pictoris comprise, dont une grande partie des étoiles sont entourées d'un disque circumstellaire et l'une d'elles est une naine brune de 36 masses joviennes :
- Beta Pictoris (possède un disque protoplanétaire) ;
- HD 181327 ;
- AU Microscopii (possède un disque protoplanétaire) ;
- 2MASS J02495639-0557352 ;
- HD 155555 ;
- 51 Eridani ;
- HIP 88726 ;
- AF Leporis.